# Organomegali
Organomegali är ett tillstånd av förstoring av ett eller flera organ. Vanligen avses organ i buken, vilket också kallas viskeromegali. Det kan bero på hyperplasi, eller hypertrofi.
Flera sjukdomar kan orsaka organomegali, däribland akromegali (förhöjda nivåer tillväxthormon), Gauchers sjukdom, infektionssjukdomar ,och cancer.
Organomegali brukar benämnas efter vilket organ som är förstorat, såsom splenomegali, hepatomegali, hjärtförstoring, förstorad livmoder, prostataförstoring, eller struma.